# San Lorenzo de El Escorial
San Lorenzo de El Escorial község Spanyolországban, Madrid tartományban. San Lorenzo de El Escorial Guadarrama, Galapagar, El Escorial, Zarzalejo, Santa María de la Alameda és Peguerinos községekkel határos. Lakosainak száma 18 735 fő (2024).
Itt található az San Lorenzo de El Escorial-i királyi kolostor, a spanyol királyok hagyományos temetkező helye.

## Népesség
A település népessége az utóbbi években az alábbiak szerint változott:
| Lakosok száma | 12 455 | 14 971 | 16 531 | 17 889 | 18 545 | 18 241 | 18 024 | 18 369 | 18 423 | 18 735 |
|               | 2001   | 2004   | 2007   | 2009   | 2012   | 2014   | 2017   | 2019   | 2022   | 2024   |